# Александра Фёдоровна (жена Николая II)
Александра Фёдоровна (урождённая принцесса Викто́рия Али́са Еле́на Луи́за Беатри́са Ге́ссен-Дармшта́дтская; нем. Victoria Alix Helena Louise Beatrice von Hessen und bei Rhein (Hesse-Darmstadt), Николай II называл её также А́ликс — производное от Алиса и Александра; 6 июня 1872, Дармштадт — 17 июля 1918, Екатеринбург) — российская императрица, супруга Николая II (c 1894 года). Четвёртая дочь великого герцога Гессенского и Прирейнского Людвига IV и герцогини Алисы, дочери британской королевы Виктории.
Тезоименитство (в православии) — 23 апреля по юлианскому календарю, память мученицы Александры.

## Биография
Родилась в городе Дармштадте (Германская империя) в 1872 году. Была крещена 1 июля 1872 года по лютеранскому обряду. Данное ей имя состояло из имени её матери (Алиса) и четырёх имён её тёток. Крёстными родителями были: Эдуард, принц Уэльский (будущий король Эдуард VII), цесаревич Александр Александрович (будущий император Александр III) с супругой, великой княгиней Марией Фёдоровной, младшая дочь королевы Виктории принцесса Беатриса, Августа Гессен-Кассельская, герцогиня Кембриджская и Мария Анна, принцесса Прусская.
От королевы Виктории Алиса унаследовала ген гемофилии.

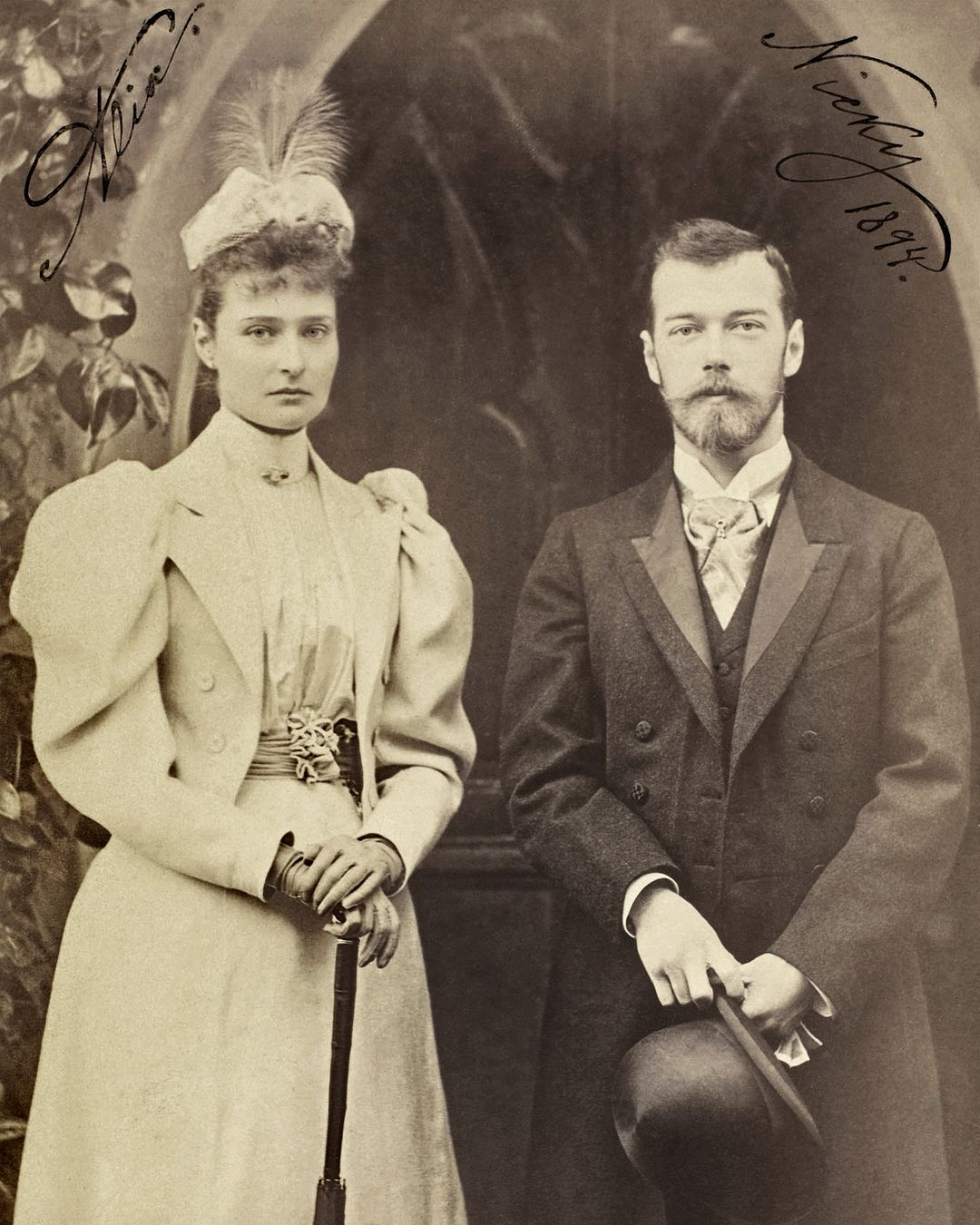
Цесаревич Николай и принцесса Алиса (Аликс) в день помолвки. Кобург, апрель 1894 г.

В 1878 году в Гессене распространилась эпидемия дифтерии. От неё умерли мать Алисы и её младшая сестра Мэй, после чего большую часть времени Алиса жила в Великобритании в замке Балморал и Осборн-хаусе на острове Уайт. Алиса считалась любимой внучкой королевы Виктории, которая называла её Sunny («Солнышко»).
В июне 1884 года в возрасте двенадцати лет Алиса впервые посетила Россию, когда её старшая сестра Элла (в православии — Елизавета Фёдоровна) сочеталась браком с великим князем Сергеем Александровичем. Второй раз она прибыла в Россию в январе 1889 года по приглашению великого князя Сергея Александровича. Пробыв в Сергиевском дворце (Петербург) шесть недель, принцесса познакомилась и обратила на себя особое внимание наследника цесаревича Николая Александровича.
1 марта 1892 года умер отец Алисы — герцог Людвиг IV.

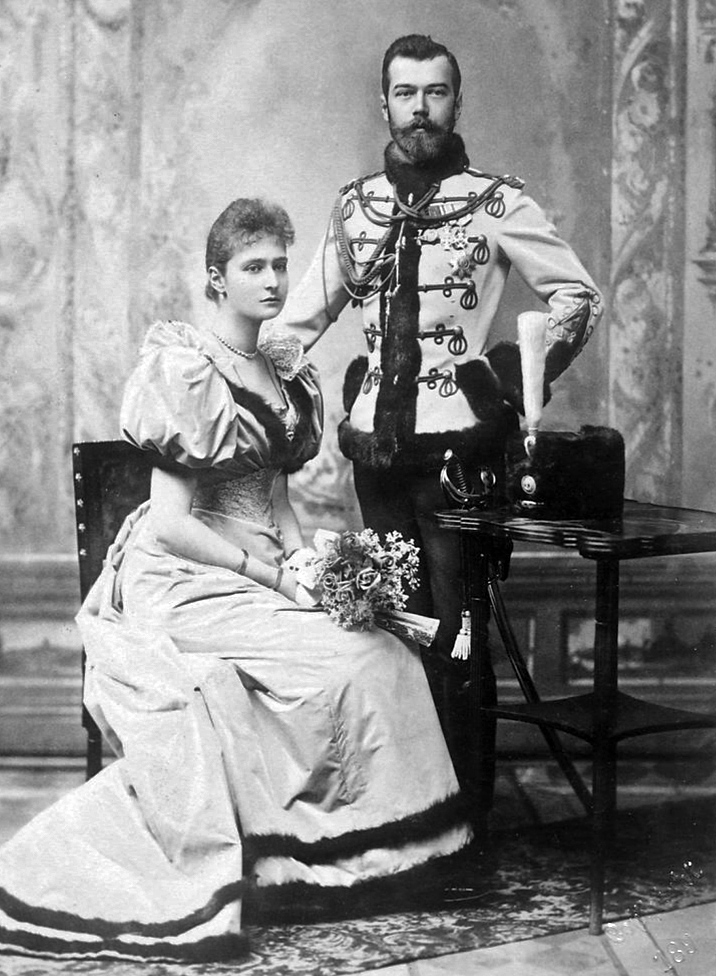
Алиса после помолвки c Николаем Романовым, апрель 1894 г.

В начале 1890-х годов против брачного союза Алисы и цесаревича Николая были родители последнего, надеявшиеся на его брак с Еленой Луизой Генриеттой, дочерью Луи-Филиппа, графа Парижского. Сама же Алиса, по мнению своей бабушки королевы Виктории, была наиболее подходящей кандидаткой на роль супруги своего двоюродного брата, ─ Альберта-Виктора, герцога Кларенса. Ключевую роль в устройстве брака Алисы с Николаем Александровичем сыграли усилия её сестры, великой княгини Елизаветы Фёдоровны, и супруга последней, через которых осуществлялась переписка влюблённых. Позиция императора Александра и его супруги изменилась ввиду настойчивости цесаревича и ухудшающегося здоровья императора; 6 апреля 1894 года манифестом было объявлено о помолвке цесаревича и Алисы Гессен-Дармштадтской. Следующие месяцы Алиса изучала основы православия под руководством придворного протопресвитера Иоанна Янышева и русский язык — с учительницей Е. А. Шнейдер. 10 (22) октября 1894 год она приехала в Крым, в Ливадию, где пробыла вместе с императорской семьёй до дня смерти императора Александра III — 20 октября. 21 октября (2 ноября) 1894 год там же приняла через миропомазание православие с именем Александра и отчеством Фёдоровна (Феодоровна).
Николай и Александра приходились друг другу дальними родственниками, будучи потомками немецких династий. Например, по линии своего отца Александра Фёдоровна была и четвероюродной тёткой (общий предок — прусский король Фридрих Вильгельм II, через которого приходилась внучатой двоюродной племянницей своей тёзке также Александре Фёдоровне, прабабушке Николая II), и троюродной сестрой Николая (общий предок — Вильгельмина Баденская, через которую приходилась внучатой племянницей бабушке императора).
14 (26) ноября 1894 года (в день рождения императрицы Марии Фёдоровны, что позволяло отступление от траура) в Большой церкви Зимнего дворца состоялось венчание Александры и Николая II. После бракосочетания члены Святейшего синода во главе с митрополитом Санкт-Петербургским Палладием отслужили благодарственный молебен; при пении «Тебе, Бога, хвалим» был дан пушечный салют в 301 выстрел. Великий князь Александр Михайлович в эмигрантских воспоминаниях писал о первых днях их супружества: «Бракосочетание молодого царя состоялось менее чем через неделю после похорон Александра III. Их медовый месяц протекал в атмосфере панихид и траурных визитов. Самая нарочитая драматизация не могла бы изобрести более подходящего пролога для исторической трагедии последнего русского царя».

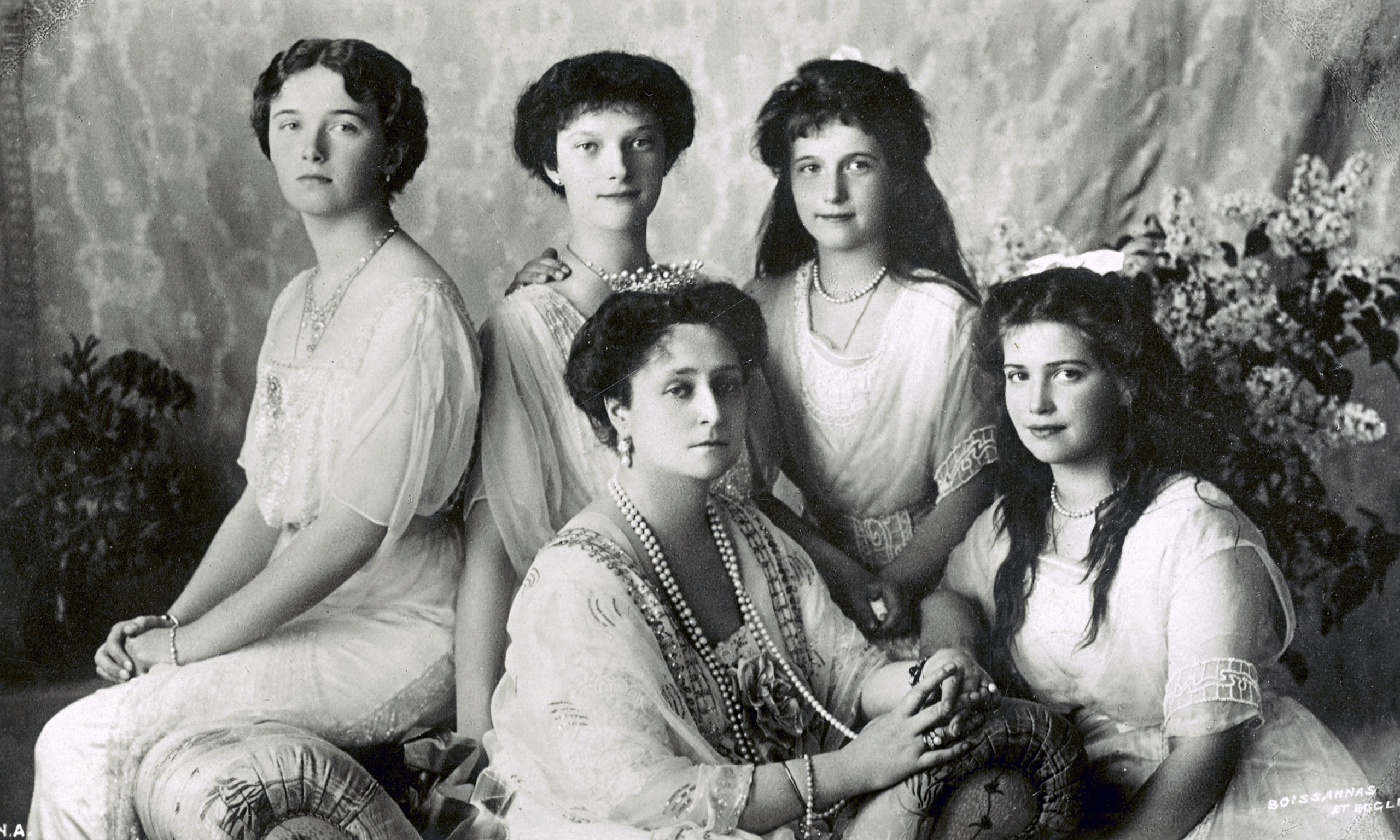
Александра Фёдоровна с дочерьми.

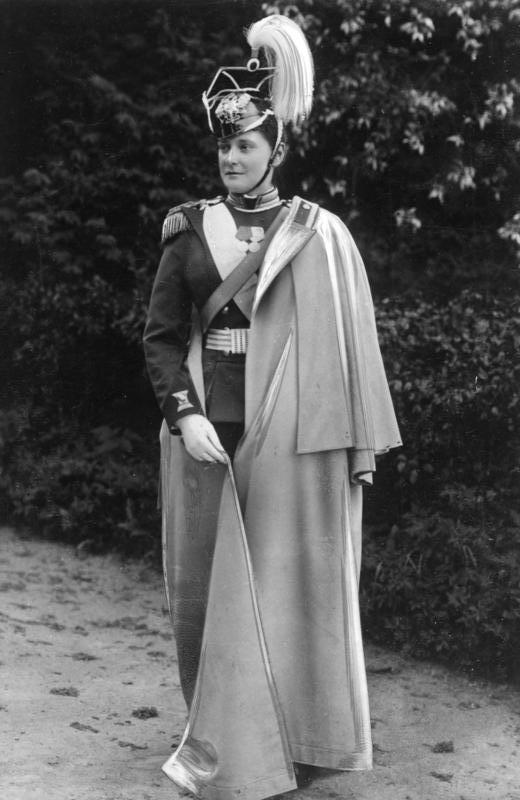
В мундире Лейб-гвардии Уланского Её Величества полка, 1903 г. С 14 ноября 1894 по 4 марта 1917 года Александра Фёдоровна была шефом полка

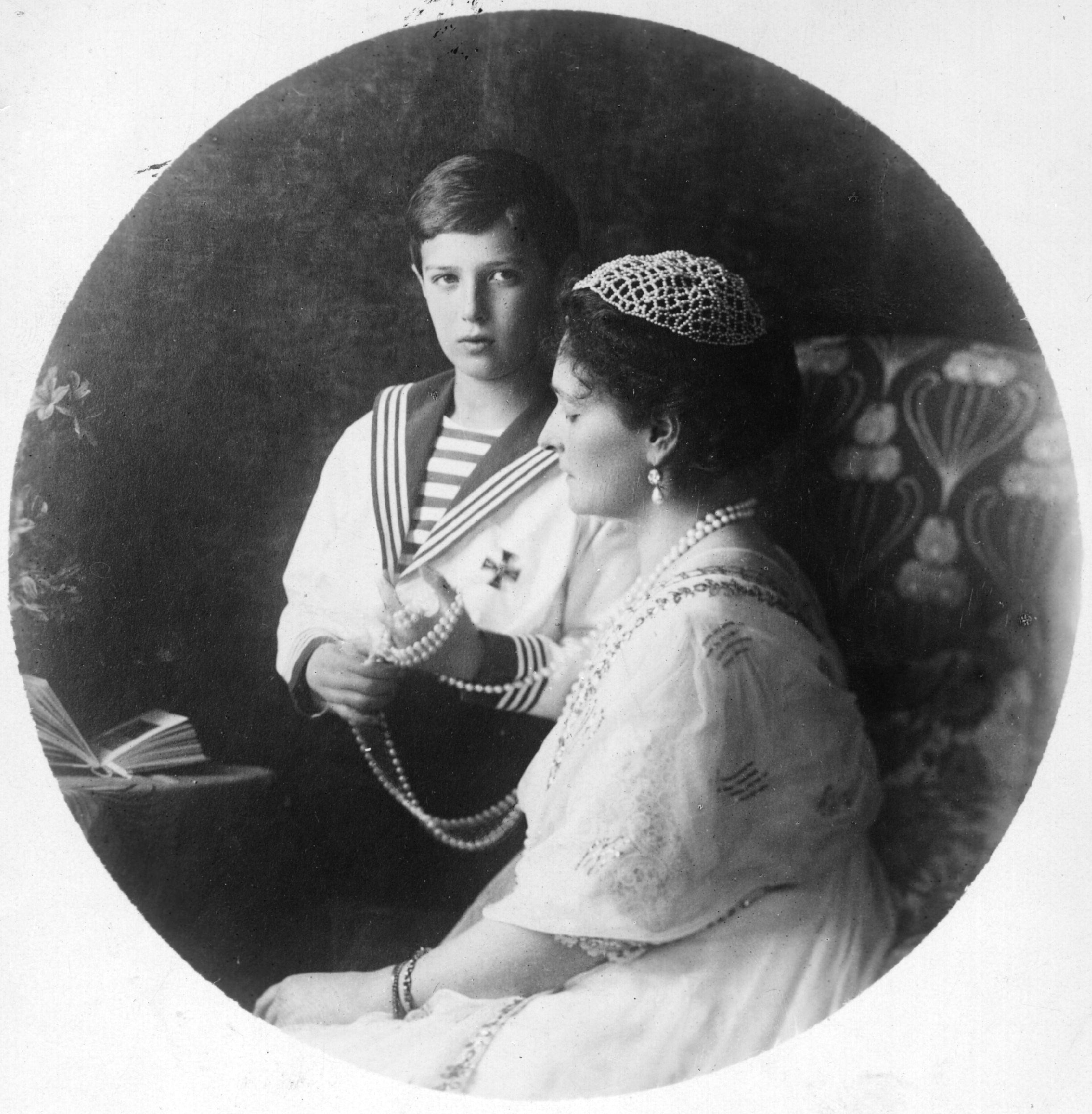
Александра Фёдоровна с сыном Алексеем.

Семья большую часть времени жила в Александровском дворце в Царском селе. В 1896 году, вскоре после коронации, Александра вместе с Николаем ездила в Нижний Новгород на Всероссийскую выставку. В августе 1896 года они совершили поездку в Вену, а в сентябре — октябре — в Германию, Данию, Англию и Францию.
В последующие годы императрица родила подряд четырёх дочерей: Ольгу (3 [15] ноября 1895 год), Татьяну (29 мая (10 июня) 1897 год), Марию (14 (26) июня 1899 год) и Анастасию (5 [18] июня 1901 год). В императорской семье очень остро встал вопрос о сыне — наследнике престола. Наконец, 30 июля (12 августа) 1904 год в Петергофе появился пятый ребёнок и единственный сын — цесаревич Алексей Николаевич, родившийся с наследственным заболеванием — гемофилией.
В 1905 году императорская семья познакомилась с Григорием Распутиным. Ему удавалось помогать Алексею бороться с приступами болезни, перед которой была бессильна медицина, вследствие чего он приобрёл большое влияние на Александру Фёдоровну, а через неё и на Николая.
В 1897 и 1899 годах семья ездила на родину Александры Фёдоровны в Дармштадт. В эти годы по указанию Александры Фёдоровны и Николая II в Дармштадте была построена православная церковь Марии Магдалины, действующая и в настоящее время.
17—20 июля 1903 года императрица участвовала в торжествах прославления и открытия мощей преподобного Серафима Саровского в Саровской пустыни.

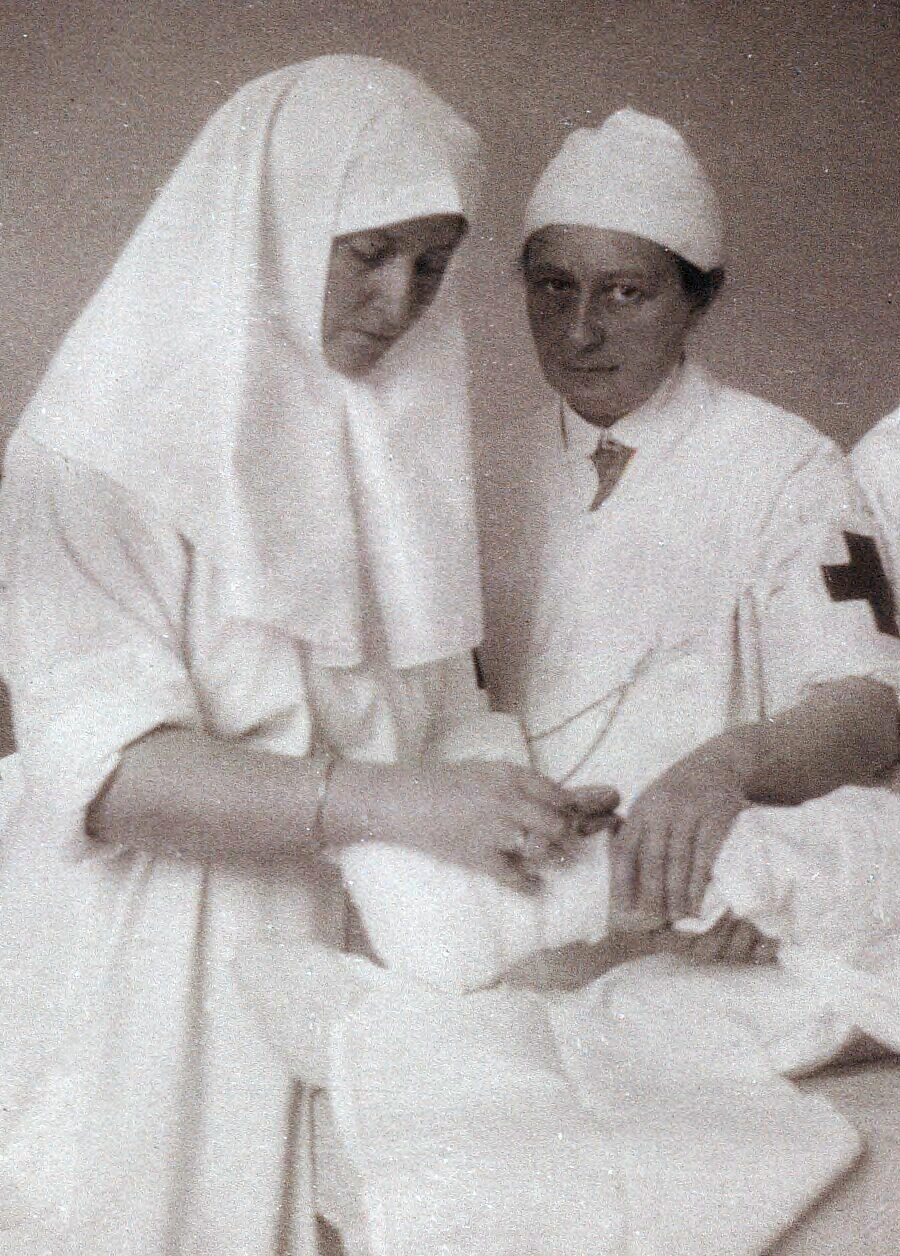
Княжна Вера Гедройц (справа) и императрица Александра Фёдоровна в перевязочной Царскосельского
госпиталя. 1915

Для развлечения Александра Фёдоровна играла на фортепиано вместе с профессором Петербургской консерватории Рудольфом Кюндингером. Императрица брала также уроки пения у профессора консерватории Наталии Ирецкой. Иногда пела дуэтом с кем-то из придворных дам: Анной Вырубовой, Эммой Фредерикс (дочь Владимира Фредерикса) или Марией Штакельберг.
Из фрейлин к императрице были близки: в начале царствования — княжна Мария Барятинская, затем — графиня Анастасия Гендрикова (Настенька) и баронесса София Буксгевден (Иза). Одной из близких к ней людей была Анна Вырубова, которая имела определённое влияние на императрицу. Через Вырубову в основном шло общение императрицы с Григорием Распутиным.

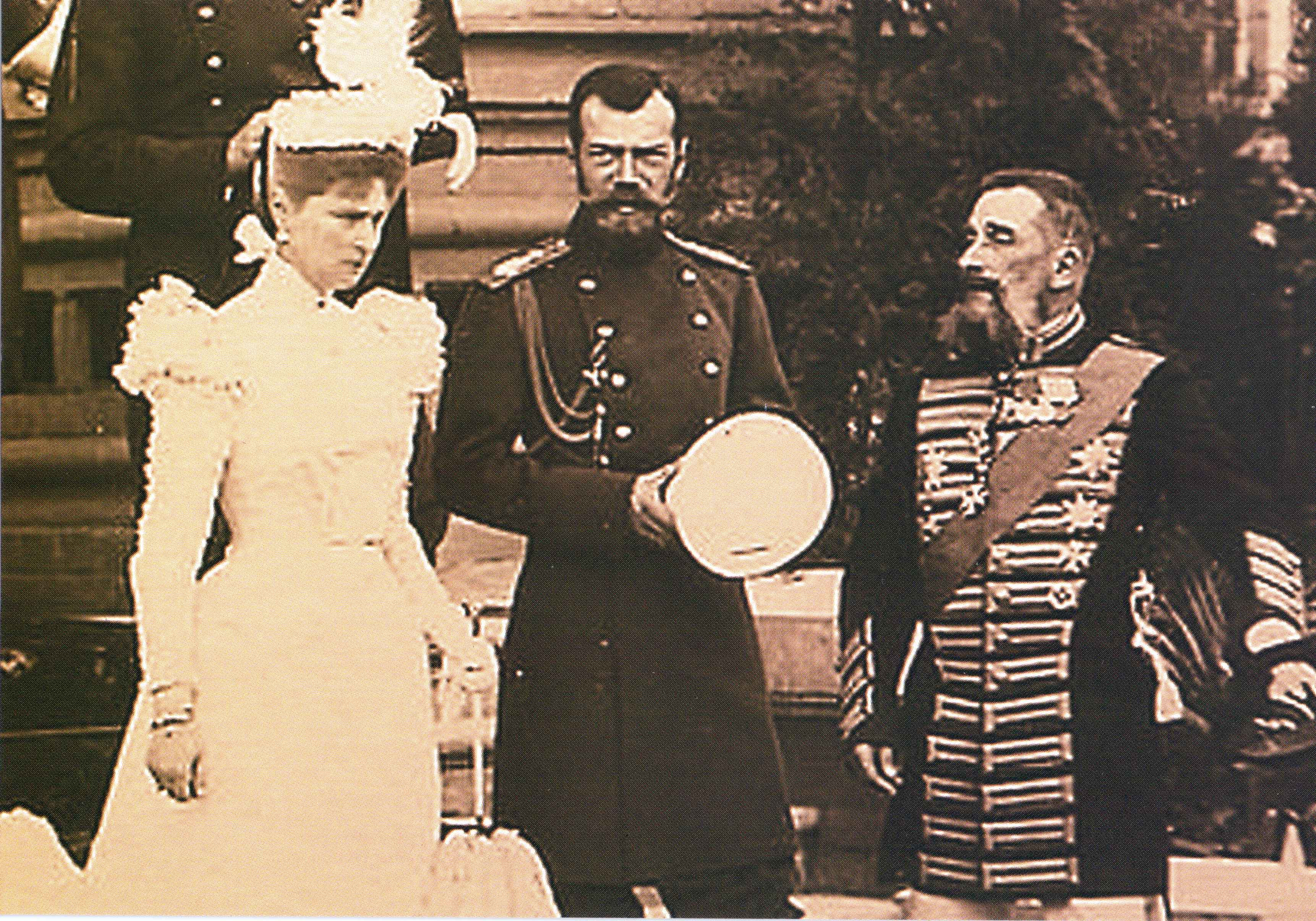
Николай II и Александра Фёдоровна в Борках, 1900. Кадр Альфреда Федецкого

В 1915 году в разгар Первой мировой войны Царскосельский госпиталь был переоборудован под приём раненых солдат. Александра Фёдоровна вместе с дочерьми Ольгой и Татьяной прошли обучение сестринскому делу у княжны Веры Гедройц, а затем ассистировали ей при операциях в качестве хирургических сестёр. Императрица лично финансировала несколько санитарных поездов.
8 (21) марта 1917 год, после Февральской революции, в соответствии с постановлением Временного правительства Александра Фёдоровна вместе с дочерьми генералом Лавром Корниловым была заключена под домашний арест в Александровском дворце. Вместе с ней осталась Юлия Ден, которая помогала ей ухаживать за великими княжнами, и Анна Вырубова. В начале августа 1917 года царская семья была по решению Временного правительства выслана в Тобольск, а в апреле 1918 года по решению большевиков перевезена в Екатеринбург.
Александра Фёдоровна была убита вместе со всей семьёй и приближёнными в ночь на 17 июля 1918 года в Екатеринбурге. 17 июля 1998 года, вместе с другими расстрелянными, перезахоронена в Петропавловском соборе Санкт-Петербурга. Останки Александры Фёдоровны и её супруга были эксгумированы для следственных действий в рамках установления личностей останков их детей — Алексея и Марии.

## Государственные обязанности

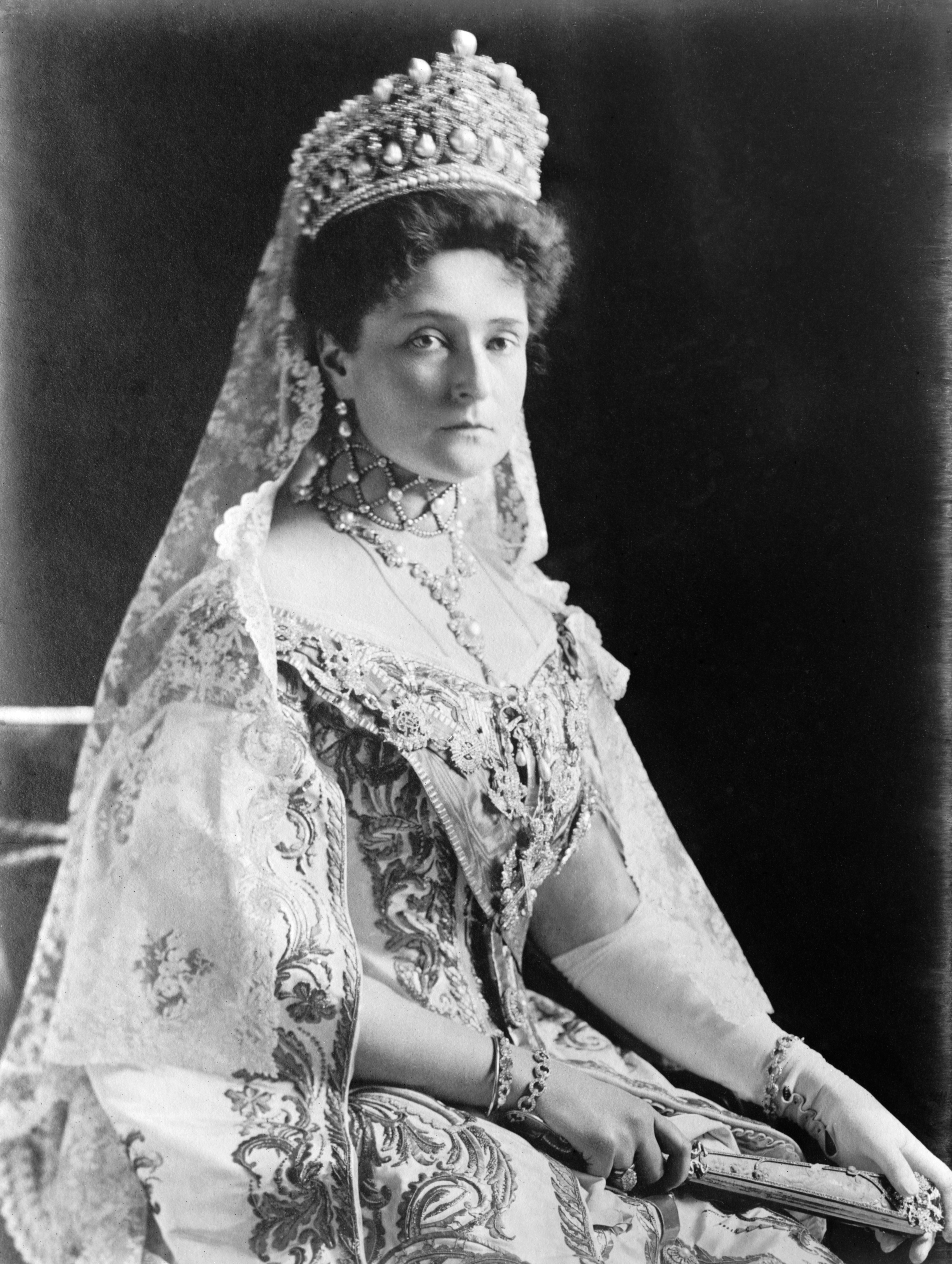
Александра Фёдоровна, 1908

Императрица Александра была шефом полков: лейб-гвардии Уланского Имени Её Величества, 5-го гусарского Александрийского, 21-го Восточно-Сибирского стрелкового и Крымского конного, а из числа иностранных — Прусского 2-го гвардейского драгунского полка.
Также императрица занималась благотворительной деятельностью. К началу 1909 года под её покровительством состояло 33 благотворительных общества, общин сестёр милосердия, убежищ, приютов и тому подобных учреждений, среди которых: Комитет по приисканию мест воинским чинам, пострадавшим на войне с Японией, Дом призрения для увечных воинов, Императорское женское патриотическое общество, Попечительство о трудовой помощи, школа нянь Её Величества в Царском Селе, Петергофское общество вспомоществования бедным, Общество помощи одеждой бедным Санкт-Петербурга, Братство во имя Царицы Небесной для призрения детей-идиотов и эпилептиков, Александрийский приют для женщин и другие.
Множество людей постоянно получали поддержку от императрицы, в том числе и денежную. Во время пребывания в Крыму она регулярно устраивала благотворительные базары, как правило, в Ялте, которые длились иногда по нескольку дней. Все изделия, продававшиеся на них, императрица и княжны делали собственноручно, и результаты оказывались впечатляющими. Так, благотворительный базар 1911 года принёс 45000 рублей, что в современных ценах составляет более миллиона долларов. Все средства шли на благотворительные цели, на помощь больным и неимущим.

## Особенности религиозности
Для императрицы (наряду с интересом к проблемам богословия и обрядности) был характерен интерес к православной народной святости. В круг её «мистических друзей» в начале XX века входили юродивый Митя Козельский, странник Василий Босоногий, «блаженная» Матрона Босоножка и другие. Доктор исторических наук Сергей Бычков видел объяснение данного феномена в особенностях личности Александры Фёдоровны и ссылался на слова её современника: «Она приняла православную веру со всей своей непосредственностью и со всей глубиной, свойственной её природе и стала „православной“ в самом законченном и абсолютном смысле слова. Её новое религиозное настроение влекло её ко всему, что имело прямое или косвенное отношение к Церкви».

## Личностные оценки знавших её современников

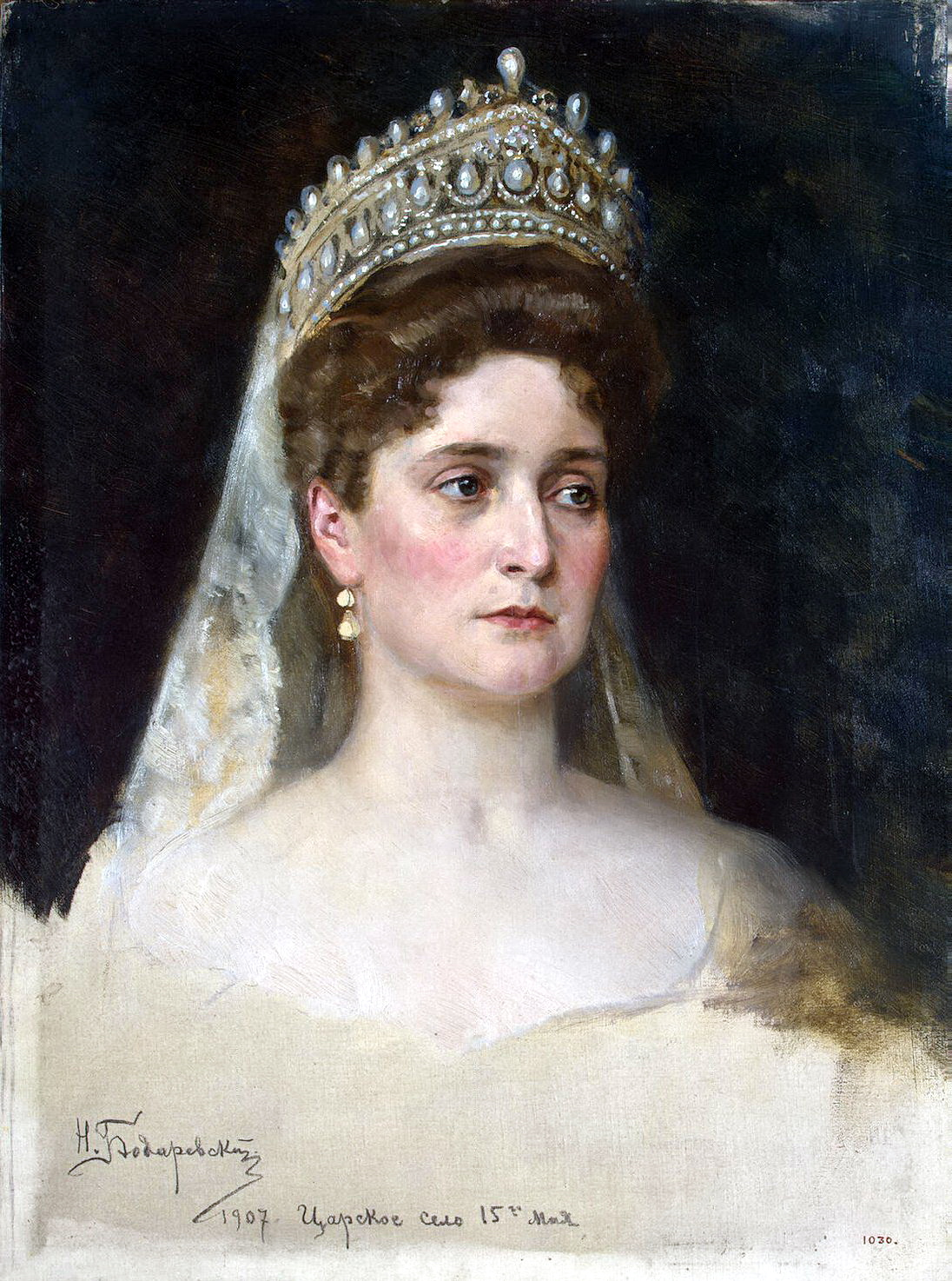
Александра Фёдоровна,
Портрет работы Н. К. Бодаревского

Граф С. Ю. Витте, бывший председателем Совета министров Российской империи (1905—1906), писал, что Николай II:
Женился на хорошей женщине, но на женщине совсем ненормальной и забравшей его в руки, что было нетрудно при его безвольности. Таким образом, императрица не только не уравновесила его недостатки, но напротив того в значительной степени их усугубила, и её ненормальность начала отражаться в ненормальности некоторых действий её августейшего супруга. Вследствие такого положения вещей с первых же годов царствования императора Николая II начались шатания то в одну, то в другую сторону и проявления различных авантюр. В общем же направление было не в смысле прогресса, а в сторону регресса; не в сторону начал царствования императора Александра II, а в сторону начал царствования императора Александра III, начал выдвинутых убийством императора Александра II и смутою, от которых император Александр III сам в последние годы начал постепенно отходить.

Письмо великого князя Николая Михайловича вдовствующей императрице Марии Фёдоровне. 24 декабря 1916. Вся Россия знает, что покойный Распутин и А. Ф. одно и то же. Первый убит, теперь должна исчезнуть и другая…

Генерал А. А. Мосолов, бывший с 1900 по 1916 год начальником канцелярии Министерства императорского двора, в своих воспоминаниях свидетельствовал, что императрице не удалось стать популярною в своём новом отечестве, причём с самого начала тон этой неприязни задала её свекровь императрица Мария Фёдоровна, ненавидевшая немцев; против неё, по его свидетельству, была также настроена влиятельная великая княгиня Мария Павловна, что, в конечном итоге, привело к отвращению общества от трона.
Сенатор В. И. Гурко, рассуждая о истоках «взаимной, с годами всё возраставшей между обществом и царицей отчужденности» писал в эмиграции:
Отчуждению царицы от петербургского общества значительно содействовала внешняя холодность её обращения и отсутствие у неё внешней приветливости. Происходила эта холодность, по-видимому, преимущественно от присущей Александре Фёдоровне необыкновенной застенчивости и испытываемого ею смущения при общении с незнакомыми людьми. Смущение это препятствовало установлению ею простых, непринуждённых отношений с лицами, ей представлявшимися, в том числе с так называемыми городскими дамами, а те разносили по городу анекдоты про её холодность и неприступность.
Камер-юнгфера императрицы М. Ф. Занотти показывала следователю А. Н. Соколову:
С государыней я прожила всю мою жизнь. Я её хорошо знаю, люблю. Мне кажется, что государыня в последнее время была больна… Государыня была больна, как мне кажется, истерией. <…> Может быть, у неё была какая-либо женская болезнь. Что-то такое у неё было в этом отношении. <…> Она была в последние годы нетерпимой к чужому мнению, которое было несогласно с её мнением. Таких мнений, которые были не согласны с её взглядами, она не выносила. Ей было очень неприятно слушать такие мнения… Вообще я скажу, что в последние годы своё „я“ она чувствовала непогрешимым, обязательным для всех. Кто не согласны были с её „я“, должны были удаляться от неё. <…> На все вещи она мало-помалу стала смотреть именно с точки зрения религиозной. Только так она и смотрела на всё: грех или не грех. Она не рассматривала вопроса с точки зрения жизненной, а исключительно с точки зрения религиозной…
Балерина М. Ф. Кшесинская, состоявшая в романтических отношениях с цесаревичем Николаем в 1892—1894 годах, в своих эмигрантских мемуарах оставила следующий отзыв об императрице:
Мнения могут расходиться на счёт роли, сыгранной Императрицей во время царствования, но я должна сказать, что в ней Наследник нашёл себе жену, целиком воспринявшую русскую веру, принципы и устои царской власти, женщину больших душевных качеств и долга.

## Канонизация
В 1981 Александра Федоровна и все члены царской семьи были канонизированы Русской православной церковью за рубежом, в августе 2000 года — Русской православной церковью.
При канонизации Александра Фёдоровна стала Царицей Александрой Новой, поскольку среди святых уже была Царица Александра.

## Киновоплощения
- «Падение Романовых» (1917) — Нэнс О’Нил
- «9 января» (СССР, 1925) — Тамара Глебова.
- «Любовные похождения Распутина» / Rasputins Liebesabenteuer (Германия, 1928) — Диана Каренне
- «Распутин, демон с женщиной» / Rasputin, Dämon der Frauen (1932) — Хермина Стерлер / Hermine Sterler
- «Распутин и императрица» (1932) — Этель Берримор
- «Рыцарь без доспехов» / Knight Without Armour (1937) — Лиза Ли.
- «Трагедия империи[фр.]» (1938) — Марсель Шанталь[фр.] / Marcelle Chantal
- «Ночи Распутина» (1960) — Джанна Мария Канале
- «Распутин, безумный монах» (1966) — Рене Ашерсон
- «Я убил Распутина» (1967) — Дороте Бланк
- «Николай и Александра» (1971) — Джанет Сазман
- «Падение орлов» (1974) — Гейл Ханникат
- «Агония» (1974) — Велта Лине
- «A Cárné összeesküvése» (Венгрия, 1977) — Ева Рутткаи
- «Анастасия: Загадка Анны» (1986) — Клэр Блум
- «Цареубийца» (1991) — Ольга Антонова
- «Искупительная жертва» (1992) и «Конь белый» (1993) — Элеонора Казанская
- «Зоя» (1995) — Дженнифер Хилари
- «Распутин» (1996) — Грета Скакки
- «Романовы. Венценосная семья» (2000) — Линда Беллингем
- «Потерянный принц» (2003) и «Григорий Р.» (2014) — Ингеборга Дапкунайте
- «Есенин» (2005) — Екатерина Унтилова
- «Столыпин… Невыученные уроки» (2006) — Вера Боброва
- «Звезда империи» (2007) — Наталия Житкова
- «Заговор» (2007) — Кристина Орбакайте
- «Распутин» (2011) — Фанни Ардан
- «Романовы» (2013) — Светлана Свирко
- «Матильда» (2017) — Луиза Вольфрам
- «Крылья империи» (2017) — Екатерина Проскурина
- «Последние цари» (2019) — Сюзанна Херберт
- «Anastasia: Once Upon a Time» (2019) — Хали Свиндал
- «King’s Man: Начало» (2021) — Бранка Катич
- «Корона» (2022) — Аня Антонович

## Память
- Парный памятник (скульптор М. В. Переяславец) — бронзовые фигуры императора Николая II и императрицы Александры Феодоровны на постаменте. Открыт 12 мая 2013 года в Санкт-Петербурге рядом с храмом Воскресения Христова (набережная Обводного канала, 116)[33].
- Памятник, представляющий собой бронзовый бюст императрицы на гранитном постаменте, был торжественно открыт 4 мая 2014 г. в Санкт-Петербурге за алтарём Крестовоздвиженского собора (Лиговский проспект, 128). Скульптор С. Ю. Алипов.
- Памятная доска, выполненная из бронзы, с портретом августейшей сестры милосердия императрицы Александры Федоровны на фоне солдат, идущих в штыковую атаку. Открыта 25 мая 2023 года на фасаде Истринского драматического театра (ул. Ленина, д. 114) в память о лазарете для раненых воинов в годы Первой мировой войны. В пластическом решении произведения использованы горельеф высокого выноса (портрет) и египетский рельеф (второй план). Скульптор Филипп Трушин[34].

### Письма, дневники, документы, фотографии
- Августейшие сёстры милосердия. / Сост. Н. К. Зверева. — М.: Вече, 2006. — 464 с. — ISBN 5-9533-1529-5 (Отрывки из дневников и писем царицы и её дочерей во время I мировой войны).
- Альбом фотографий Императрицы Александры Фёдоровны, 1895—1911 гг. // Российский Архив: История Отечества в свидетельствах и документах XVIII—XX вв.: Альманах. — М.: Студия ТРИТЭ: Рос. Архив, 1992. — Т. I-II.
- Государыня императрица Александра Феодоровна Романова. Дивный свет: Дневниковые записи, переписка, жизнеописание. / Сост. монахиня Нектария (Мак Лиз). — М.: Братство Прп. Германа Аляскинского, ИД Русский Паломник, Валаамское Об-во Америки, 2005. — 656 с. — ISBN 5-98644-001-3
- Отчёты о приходе и расходе денеж. сумм, поступивших в распоряжение Её Величества Г. И. Александры Федоровны на нужды войны с Японией за 1904—1909 гг.
- Отчёт о деятельности Склада Её Величества в СПб. за всё время его существования, с 1 февраля 1904 г. по 3 мая 1906 г.
- Отчёт о деятельности Центрального Склада Её Величества в г. Харбине.
- Письма императрицы Александры Фёдоровны к императору Николаю II. — Берлин: Слово, 1922. (На рус. и англ. яз.).
- Платонов О. А. Терновый венец России: Николай II в секретной переписке. — М.: Родник, 1996. — 800 с. — ISBN 5-86231-154-8 (Переписка Николая II и его супруги).
- Последние дневники императрицы Александры Фёдоровны Романовой: Февраль 1917 г. — 16 июля 1918 г. / Сост., ред., предисл., введ. и коммент. В. А. Козлова и В. М. Хрусталёва. — Новосибирск: Сиб. хронограф, 1999. — 341 с. — (Архив новейшей истории России. Публикации. Вып. 1 / Федеральная архивная служба России, ГАРФ). — ISBN 5-87550-082-4
- Цесаревич: Документы, воспоминания, фотографии. / Сост.: А. Крылов, О. Барковец. — М.: Вагриус, 1998. — 190 с.: ил. — ISBN 5-7027-0619-6
- Дневники Николая II и императрицы Александры Фёдоровны: в 2 т. / отв. ред., сост. В. М. Хрусталёв. — 1-е. — М.: ПРОЗАиК, 2012. — 3000 экз. — ISBN 978-5-91631-160-0.

### Воспоминания
- Гурко В. И. Царь и царица. — Paris, 1927. (И другие издания)
- Ден Ю. А. Подлинная царица: Воспоминания близкой подруги императрицы Александры Фёдоровны. — СПб.: Царское Дело, 1999. — 241 с.
- Жильяр П. Император Николай II и его семья. — Вена: «Русь», 1921. (Репринт: М.: НПО «МАДА», 1991.)
- Жильяр П. Трагическая судьба русской императорской фамилии. — Таллин: Александра, 1991. — 96 с., илл.
- Жильяр П. При дворе Николая 2: Воспоминания наставника цесаревича Алексея: [1905—1918] = Thirteen Years at the Russian Court. — М.: Центрполиграф, 2006. — 219 с.: илл.
- Мельник-Боткина Т. Е. Воспоминания о царской семье и её жизни до и после революции. — М.: Анкор, 1993. — ISBN 5-85664-002-0, ISBN 5-85664-002-0-2 (ошибоч.).
- Павлов С. П. Мои воспоминания о царской семье.
- Царские дети: Сборник. / Сост. Н. К. Бонецкая. — М.: Сретенский монастырь, 2004. — 448 с. — ISBN 5-7533-0268-8 (Воспоминания о жизни последних Романовых М. К. Дитерихса , А. А. Мосолова  и других).

### Работы историков и публицистов
- Александра Феодоровна, супруга Николая II // Энциклопедический словарь Брокгауза и Ефрона : в 86 т. (82 т. и 4 доп.). — СПб., 1890—1907.
- Зимин И. В. Последняя российская императрица Александра Фёдоровна. // Вопросы истории. 2004. № 6. — С. 112—120.
- Крылов-Толстикович А. Н. Последняя императрица. Санни-Аликс-Александра. — М.: Рипол Классик, 2006. — 343 с., ил. — ISBN 5-7905-4300-6
- Александра Фёдоровна : [арх. 15 июня 2024] / Кудрина Ю. В. // А — Анкетирование. — М. : Большая российская энциклопедия, 2005. — (Большая российская энциклопедия : [в 35 т.] / гл. ред. Ю. С. Осипов ; 2004—2017, т. 1). — ISBN 5-85270-329-X.
- Кинг Г.[англ.] Императрица Александра Федоровна: Биография. — М. : Захаров, 2000. — 462 с. ISBN 5-8159-0074-5
- Мейлунас А., Мироненко С. В. Николай и Александра. Любовь и жизнь / Пер. С. А. Житомирской. — М.: Прогресс, 1998. — 654 с. ISBN 5-93006-001-0
- Максимова Л. Б. Александра Феодоровна // Православная энциклопедия. — М., 2000. — Т. I : А — Алексий Студит. — С. 553—558. — 40 000 экз. — ISBN 5-89572-006-4.
- Мэсси Р. Николай и Александра. — М.: Захаров, 2006. — 640 с. — ISBN 5-8159-0630-1.
- Савченко П. Государыня Императрица Александра Фёдоровна. — Белград, 1939.